# Paradise Now
 Paradise Now és una pel·lícula franco-germano-neerlandeso-palestina dirigida per Hany Abu-Assad estrenada el 2005.

## Argument
Dos joves palestins que viuen a Nablus, Saïd i Khaled, són escollits per cometre un doble atemptat suïcida a Tel-Aviv. Però en el travessar el límit entre Israel i Cisjordània, una patrulla israeliana els descobreix i fa que se separin. Els dos joves es troben sols i es busquen mútuament. El dubte s'hi instal·la.

## Repartiment
- Lubna Azabal: Suha
- Hiam Abbass: La mare de Said
- Kais Nashef: Said
- Ali Suliman: Khaled
- Amer Hlehel: Jamal
- Ashraf Barhom: Abu-Karem
- Mohammad Bustami: Abu-Salim

## Crítica
La pel·lícula es va rodar en scope i en 35 mm, més que en DV, per diferenciar les imatges difoses per les cadenes d'informació. El director intenta comprendre sense excusar. L'ocupació és denunciada, com aquesta manera extrema de lluitar. El director exposa el ritual de preparació dels kamikazes. La pel·lícula és un testimoniatge molt íntim del sentit insuportable de dos amics palestins perduts en un món sense perspectives. Lluny del soroll i del furor, el director mostra els silencis i les contradiccions dels personatges. Posa l'accent sobre la paradoxa entre la monstruositat del gest i la banalitat del dia a dia..

## Al voltant de la pel·lícula
- Poc abans de la seva marxa per realitzar l'atemptat, Saïd i Khaled es reuneixen amb 11 dels seus amics al voltant d'una taula. El pla imita el quadre de Leonardo Da Vinci representant L'últim Sopar.

## Premis i nominacions

### Premis
- 2005. Premi Vedella d'Or
- 2006. Globus d'Or a la millor pel·lícula estrangera[4]

### Nominacions
- 2005. Os d'Or al Festival Internacional de Cinema de Berlín
- 2006. Oscar a la millor pel·lícula de parla no anglesa